# Le Liseur
Pour l’article homonyme, voir The Reader (film).
Le Liseur (titre original : Der Vorleser) est un roman de Bernhard Schlink publié en Suisse chez Diogenes en 1995.
Il a pour thèmes les difficultés à comprendre la Shoah pour les générations postérieures à celle-ci, et si elle peut se comprendre par le seul langage (cette question s'est progressivement imposée dans la littérature de la Shoah écrite vers la fin du XXe siècle et le début du XXIe, comme les témoins et survivants tendent à disparaître).

## Résumé
Un adolescent, Michael Berg, et une femme plus âgée, Hanna Schmitz, ont une liaison amoureuse, dans laquelle la lecture tient une part importante. Un jour,  Hanna disparaît subitement. Après quelques années, Michael, alors étudiant en droit, retrouve Hanna sur les bancs du tribunal, accusée d'un crime lors de l'évacuation du camp d'Auschwitz, où elle était gardienne. Accusée par quatre autres gardiennes qui cherchent à se disculper, Hanna n'arrive pas à se défendre et signe sans le lire l'acte qui la condamne. Michael enquête sur cette attitude et découvre le secret d'Hanna à son insu : elle est analphabète. Puis Michael devient professeur en Histoire du droit, se marie et se sépare, et envoie à Hanna en prison des cassettes sur lesquelles il lui fait la lecture. Anna emprunte à la bibliothèque de la prison les livres correspondants aux cassettes et apprend ainsi peu à peu à lire en suivant mot à mot, phrase par phrase, le texte qu'elle écoute. Après dix-huit ans d'incarcération Hanna apprend qu'elle va être libérée et il est convenu que Michael lui trouve un logement et du travail. Mais le jour où Michael vient la chercher à sa sortie, on lui apprend qu'elle s'est pendue, laissant pour héritage plus de 7 000 marks à la personne ayant survécu au camp où elle travaillait et qui avait témoigné au procès. Cette somme sera versée par la suite à une association juive dévouée à l'analphabétisme, car elle sera refusée par la famille.

## Succès mondial
Le roman est bien reçu non seulement en Allemagne, où l’auteur, qui n’avait écrit jusque-là que des romans policiers, crée la surprise, mais aussi aux États-Unis, où il devient le premier roman allemand à atteindre la première place de la New York Times Best Seller list. Il est en outre sélectionné dans le Oprah's Book Club. Traduit en 39 langues, il est également inclus aux programmes scolaires de littérature de la Shoah. 
Devenu rapidement un best-seller mondial, Le Liseur (Der Vorleser) fait entendre la voix des Allemands nés immédiatement après la guerre. Le livre est à la fois un roman d’amour et un roman qui pose des problèmes d’éthique, ceux de la culpabilité et du rapport entre comprendre et juger. Il évite l'écueil de la banalisation des crimes de guerre nazis qui aurait pu lui être reproché.

## Éléments littéraires

### Le style
Le ton de Bernhard  Schlink est dépouillé ; il écrit avec une « clarté glaçante qui révèle et dissimule à la fois", comme le dit Ruth Franklin (en), un style illustré par la franchise des ouvertures de chapitre aux tournants clés de l'intrigue, comme la première phrase du chapitre sept : « La nuit suivante, je suis tombé amoureux d'elle ». Son « langage clair et sans fioritures renforce l'authenticité du texte », selon S. Lillian Kremer, et les chapitres courts et l'intrigue rationalisée rappellent les romans policiers et augmentent le réalisme. Le thème principal de Bernhard Schlink est la façon dont sa génération, et en fait toutes les générations après le Troisième Reich, ont lutté pour s'accommoder des crimes des nazis : « Le passé qui nous marque et avec lequel nous devons vivre ». Sa génération avait la position unique d'être irréprochable et de devoir demander des comptes à la génération de ses parents :
«  Nous avons tous condamné nos parents à la honte, même si la seule accusation que nous pouvions porter était qu'après 1945, ils avaient toléré les tortionnaires en leur sein ... Plus les événements dont nous lisions et entendions parler étaient horribles, plus nous étions certains de notre responsabilité d'éclairer et d'accuser.  »
Mais alors qu'il aimerait que les choses soient aussi simples, son expérience avec Hanna complique les choses :
« Je voulais à la fois comprendre le crime d'Hanna et le condamner. Mais c'était trop terrible pour cela. En essayant de le comprendre, j'ai eu le sentiment de ne pas réussir à le condamner comme il doit l'être. En le condamnant comme il doit l'être, il n'y avait plus de place pour la compréhension. Mais même si je voulais comprendre Hanna, ne pas la comprendre signifiait la trahir à nouveau. Je ne pouvais pas résoudre ce problème. Je voulais me poser les deux tâches - comprendre et condamner. Mais il était impossible de faire les deux.
La relation asymétrique entre Hanna et Michael met en scène, dans un microcosme, le pas de deux des Allemands plus âgés et plus jeunes dans les années d'après-guerre : Michael conclut que « la douleur que j'ai endurée à cause de mon amour pour Hanna était, d'une certaine manière, le destin de ma génération, un destin allemand ». Cette idée se retrouve dans la scène où l'étudiant Michael se rend en auto-stop sur le site du camp de concentration de Natzweiler-Struthof pendant le procès, afin d'obtenir ce qu'il espère être une idée de l'endroit. Le conducteur qui le prend en stop est un homme d'un certain âge qui l'interroge attentivement sur ce qui, selon lui, a motivé ceux qui ont perpétré les meurtres, avant de lui donner sa propre réponse :
« Un bourreau ne reçoit pas d'ordres. Il fait son travail, il ne déteste pas les personnes qu'il exécute, il ne se venge pas d'elles, il ne les tue pas parce qu'elles sont sur son chemin ou parce qu'elles le menacent ou l'attaquent. Ces personnes lui sont tellement indifférentes qu'il peut les tuer aussi facilement qu'elles ne le sont pas. »
Après que l'homme a raconté une anecdote sur une photographie de Juifs fusillés en Russie, qu'il est censé avoir vue, mais qui montre un niveau inhabituel de perspicacité sur ce qu'un officier nazi aurait pu penser, Michael le soupçonne d'être cet officier et l'affronte. L'homme arrête la voiture et lui demande de partir.

## Éditions

### Édition originale allemande
- Der Vorleser, Zurich, Diogenes, 1995

### Éditions françaises
Éditions imprimées
- Bernhard Schlink (trad. Bernard Lortholary), Le Liseur [« Der Vorleser »], Paris, Gallimard, coll. « Du monde entier », octobre 1996, 201 p. (ISBN 978-2-07-074489-3, BNF 35845302)
- Bernhard Schlink (trad. Bernard Lortholary), Le Liseur [« Der Vorleser »], Paris, Gallimard, coll. « Folio » (no 3158), 20 février 1999, 242 p. (ISBN 978-2-07-040458-2, BNF 37007969)

Livre audio
- Bernhard Schlink (trad. Bernard Lortholary), Le Liseur [« Der Vorleser »], Paris, Gallimard, coll. « Écoutez lire », 1er octobre 2009 (ISBN 978-2-07-012691-0, BNF 42080956)Narrateur : Samuel Labarthe ; support : 1 disque compact audio MP3 ; durée : 5 h environ ; référence éditeur : Gallimard A12691.

## Adaptation cinématographique
- 2008 : The Reader, film britannique réalisé par Stephen Daldry, adaptation cinématographique très libre, avec Kate Winslet, Ralph Fiennes, David Kross et Bruno Ganz